# Stazione di Aoto
La Stazione di Aoto (青砥駅?, Aoto-eki) è una stazione ferroviaria di Tokyo situata nel quartiere di Katsushika e servente la linea principale Keisei delle ferrovie Keisei, e capolinea per la linea Keisei Oshiage. Si tratta di una delle principali stazioni dell'area nord-est della capitale giapponese.

## Linee
Ferrovie Keisei
● Linea principale Keisei
● Linea Keisei Oshiage
■ Linea Narita Sky Access (Servizio ferroviario)

## Struttura
La stazione è costituita da un doppio viadotto con, al terzo piano i binari 1-2 delle linee Keisei e Oshiage in direzione est, e al secondo piano gli stessi (binari 3-4) per la direzione Tokyo (la linea principale Keisei verso Ueno, e la linea Oshiage verso la linea Asakusa della metropolitana).
| 1   | ■ Linea Keisei Oshiage    | per Oshiage, linea Asakusa e Linea principale Keikyū      |
| 2   | ■ Linea principale Keisei | per Nippori e Keisei Ueno                                 |
| 3-4 | ■ Linea Narita Sky Access | per Takasago, Linea Hokusō, Narita Aeroporto              |
| 3-4 | ■ Linea principale Keisei | per Takasago, Funabashi, Narita, Narita Aeroporto e Chiba |

## Stazioni adiacenti
| «                       | Servizio                                                                       | »                       |
| Linea Keisei principale | Linea Keisei principale                                                        | Linea Keisei principale |
| ----------------------- | ------------------------------------------------------------------------------ | ----------------------- |
| Ohanajaya               | Locale                                                                         | Keisei Takasago         |
| Senju-Ōhashi            | Rapido                                                                         | Keisei Takasago         |
| Nippori                 | Espresso limitato Esp. lim. pendolari Esp. lim. Access Esp. lim. Rapido        | Keisei Takasago         |
| Linea Keisei Oshiage    |                                                                                |                         |
| Keisei Tateishi         | Locale                                                                         | Keisei Takasago         |
| Oshiage                 | Rapido Espresso limitato Esp. lim. pendolari Esp. lim. Access Esp. lim. Rapido | Keisei Takasago         |